# Mira Craig
Mira Scherdin Craig, född 31 juli 1982 i Oslo, är en amerikansk-norsk R&B-sångare och låtskrivare som kanske är mest känd för att hon skrev låten "Hold On Be Strong", Norges bidrag till Eurovision Song Contest 2008 som framfördes av Maria Haukaas Storeng.

## Diskografi
Album
- 2005 – Mira Mira
- 2007 – Tribal Dreams
- 2009 – Ghettoen Fairytales
- 2014 – See the Light

Singlar
- 2005 – "Boogeyman"
- 2005 – "Headhunted"
- 2006 – "Who Make Yuh"
- 2007 – "Leo"
- 2007 – "Fatty Girl"
- 2010 – "I'll Take You High"
- 2012 – "Dead or Alive"
- 2012 – "Aces High"
- 2012 – "Love or Hate"
- 2014 – "Muse Me"
- 2014 – "Fill Yourself With Love"
- 2014 – "Black Sheep"
- 2016 – "The Hunt"
- 2017 – "O2"

Gästartist
- 2008 – Muzikal Bullit - The Admiral Story – Admiral P
- 2009 – Studio Time – Tommy Tee